# 470 (numero)
Quattrocentosettanta (470) è il numero naturale dopo il 469 e prima del 471.

## Proprietà matematiche
- È un numero pari.
- È un numero composto con i seguenti divisori: 1, 2, 5, 10, 47, 94, 235. Poiché la somma dei suoi divisori è 394 < 470, è un numero difettivo.
- È un numero noncototiente.
- È un numero sfenico.
- È un numero palindromo nel sistema di numerazione posizionale a base 13 (2A2).
- È un numero nontotiente (per cui la equazione φ(x) = n non ha soluzione).
- È un numero congruente.
- È parte delle terne pitagoriche (282, 376, 470), (470, 1128, 1222), (470, 2184, 2234), (470, 11040, 11050), (470, 55224, 55226).

## Astronomia
- 470P/PANSTARRS è una cometa periodica del sistema solare.
- 470 Kilia è un asteroide della fascia principale del sistema solare.
- NGC 470 è una galassia spirale della costellazione dei Pesci.

## Astronautica
- Cosmos 470 è un satellite artificiale russo.